# هوانگ این-سونگ
هوانگ این-سونگ ۲۵امین نخست‌وزیر کرهٔ جنوبی، از تاریخ ۲۵ فوریهٔ ۱۹۹۳ تا ۱۶ دسامبر ۱۹۹۳ بود.